# Čuka
Čuka (cirill betűkkel Чука) egy falu Szerbiában, a Jablanicai körzetben, Crna Trava községben.

## Népesség
- 1948-ban 91 lakosa volt.
- 1953-ban 83 lakosa volt.
- 1961-ben 73 lakosa volt.
- 1971-ben 57 lakosa volt.
- 1981-ben 39 lakosa volt.
- 1991-ben 31 lakosa volt
- 2002-ben 25 lakosa volt,[1] akik mindannyian szerbek.[2]